# 해럴드 블룸
해럴드 블룸(Harold Bloom, 1930년 7월 11일 ~ 2019년 10월 14일)은 미국의 문학 비평가이자 예일 대학교의 인문학 스털링 교수였다. 블룸은 보통 20세기 말엽의 가장 영향력있는 비평가로 인용되곤 한다. 블룸은 1959년 처녀작을 출간한 이후, 문학 비평에 관한 20권의 저서, 종교에 관한 7권의 저서와 한 권의 소설을 포함하여, 총 50권이 넘는 저서를 집필하였다. 블룸은 살아생전 첼시 하우스 출판사에서 문학과 철학에 있어 중요한 수많은 인물들에 관한 수백 권의 앤솔로지를 편집하였다. 블룸의 저서는 40여 개의 언어로 번역되었다.
블룸은 당대 문학계가 자신이 "분개파School of resentment"(다문화주의자, 페미니스트, 막시스트, 신보수주의자 등)라고 조소한 것들에 초점을 두고 있을 때, 전통 서구 문학의 정전(正典)을 옹호하였다. 블룸은 예일 대학교, 케임브리지 대학교, 코넬 대학교에서 학업을 수행했다.
블룸은 19세기 낭만주의 시를 전문으로 연구했다. 또한 그는 세계 문학의 고전에 대한 방대한 논문집을 편찬하고, 많은 논문의 서문을 쓰기도 했다.

## 초창기
블룸은 1930년 7월 11일 뉴욕시에서 아버지 윌리엄 블룸과 어머니 파울라 블룸(혼전성은 레프)의 아들로 태어났다. 블룸은 브롱스 그랜드 캉커스 1410가에서 거주했다. 그는 이디시어를 사용하는 가정에서 히브리어 문학을 배우며 정통파 유대인으로 자랐다. 그는 6살에야 영어를 배웠다. 의류 공장 노동자이던 블룸의 아버지는 오데사 출신이며, 주부이던 어머니는 현 벨라루스에 위치한 브레스트 리토브스크 근처 출신이다. 해럴드 블룸은 누나 3명과 형 한명이 있었다.
어린 시절, 블룸은 하트 크레인의 시 전집을 읽으며, 이 작품의 영향으로 일생 동안 시에 매료되었다. 블룸은 브롱스 과학고등학교에 진학하였으며(여기서 블룸의 성적은 나빴지만 표준화 시험 성적은 높았다), 이후 1951년 코넬 대학교에서 영문학 비평가 M. H. 에이브럼 밑에서 고전학 학사 학위를 받았으며, 1955년에는 예일 대학교에서 박사 학위를 받았다. 1954년부터 1955년까지 블룸은 케임브리지 대학교 펨브룩 컬리지의 풀브라이트 장학생이었다.
블룸은 예일 대학교에서 아주 눈에 띄는 학생이었는데 윌리엄 K. 윔세트와 같은 신비평 교수들과 언쟁을 펼치기도 했다. 7년 후, 블룸은 자신의 첫 주요 작품인 <영향에 대한 불안 The Anxiety of Influence>을 윔세트에게 헌정한다.

## 교수 경력
블룸은 1955년부터 2019년까지 예일 대학교 영어학부의 일원으로서, 죽기 나흘 전까지 마지막 수업을 강의했다. 블룸은 1985년에 맥아더 펠로우쉽을 받았다. 1988년부터 2004년까지 블룸은 예일 대학교 교수직을 역임하면서 뉴욕 대학교 버그Berg  영어 교수직을 겸임하기도 했다. 2010년 블룸은 조지아주 사바나에 위치한 1차 사료 연구에 중점을 둔 새 기관인 랠스턴 대학의 창립 후원자가 되었다. 애정을 담은 말을 쓰길 좋아하던 블룸은 남녀 학생과 친구들 모두를 "my dear"로 칭했다.

## 사생활과 죽음
블룸은 1958년 잔 굴드와 결혼하였다. 부부는 두 자식을 가졌다. 2005년 인터뷰에서 잔은 자신과 남편 둘 다 무신론자라고 말한 바 있으나, 블룸은 "아니, 나는 무신론자가 아니오. 무신론자가 된다는 것은 장난이 아니오."라고 부정하였다.

## 집필 경력

### 낭만주의 옹호
블룸은 퍼시 비시 셸리(<셸리의 신화창조>Shelley's Myth-making, 예일 대학교 출판부, 원 블룸의 박사 논문), 윌리엄 버틀러 예이츠(<예이츠>Yeats, 옥스퍼드 대학교 출판부), 월리스 스티븐스(<월리스 스티븐스: 우리 풍토의 시>Wallace Stevens: The Poems of Our Climate, 코넬 대학교 출판부)에 대한 논문 연작으로 고평가를 받으며, 경력을 시작하였다. 이 논문들에서 블룸은 T. S. 엘리엇과 같은 작가들에 영향 받은 신-기독교 비평가들에 맞서 낭만주의 전성기를 옹호하였다. 블룸은 논쟁의 여지가 있는 접근법을 택하였다. 처녀작 <셸리의 신화창조>는 이 시인을 전적으로 부주의하게 읽은 당대 많은 비평가들의 격론을 불러왔다.

### 영향 이론
1960년대 후반에 개인적인 위기를 겪은 뒤, 블룸은 랠프 월도 에머슨, 지그문트 프로이트에게 많은 관심을 기울였다. 그는 시인들이 겪는 심리적 갈등에 대해 윌리엄 버틀러 예이츠를 비평하며 연구하였다. 그는 시인의 영향은 우울과 불안의 원칙에 다양하게 연관되어 있으며, 새로운 시인들이 선배 시인들과 어떤 관계를 갖게 되는지 심리적인 고찰을 하였다.

### 근본주의에 대한 평가
블룸은 그의 저서 <The American Religion >에서 근본주의의 정의에 대한 문제를 제기하였다. 그는 존 그레섬 메이천의 작품 <기독교와 자유주의>에 대하여 평하며, 혐오와 불편함을 갖고 읽었지만, 메이천에 대한 약간의 존경함은 느꼈다라고 말했다. 그 이유는 메이첸이 문화적 자유주의를 믿음의 적이라고 표현한 것을 보고 평한 것이다. 그는 메이첸을 근본주의자라고 평가하였다.

## 영향

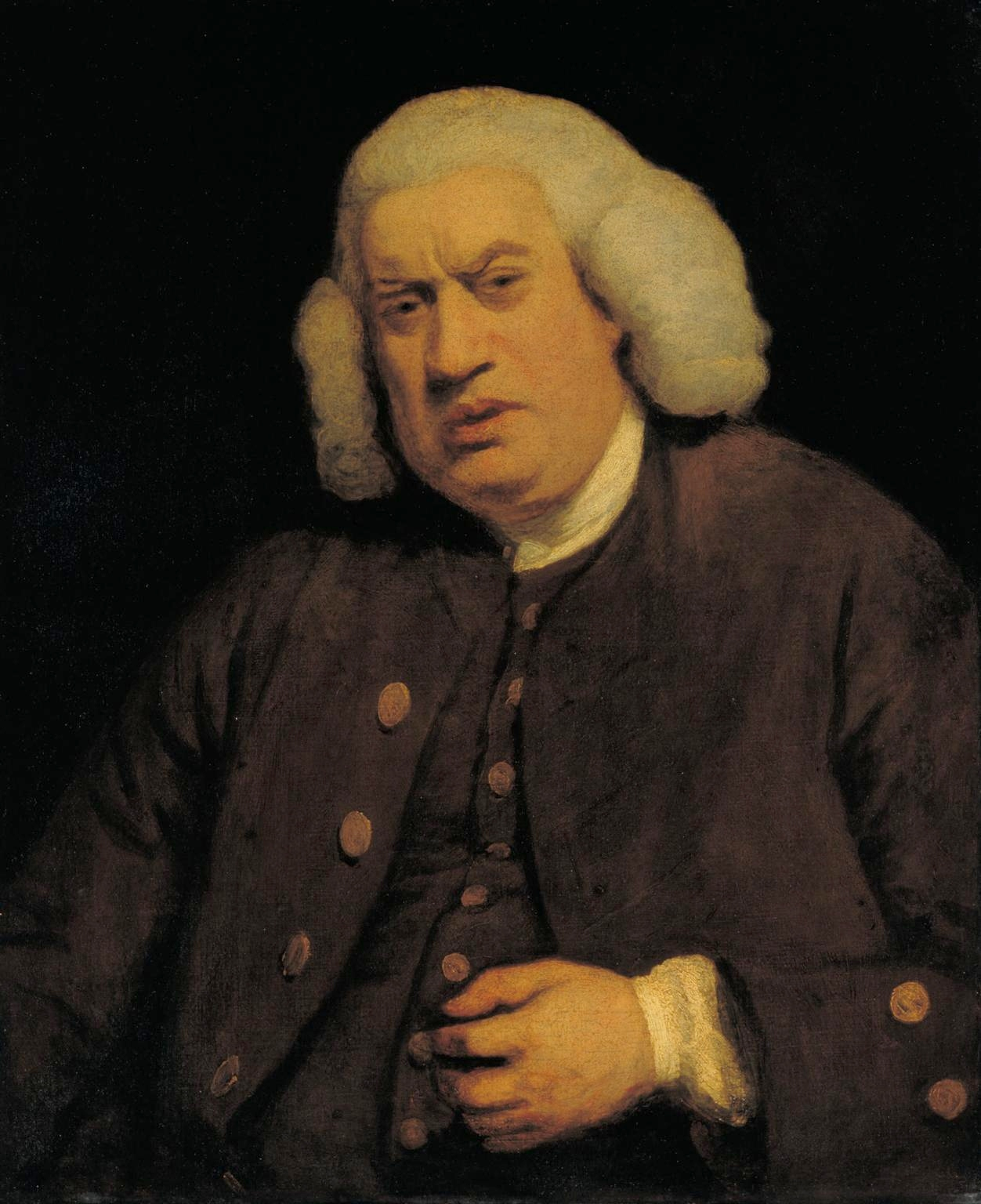
<서구 캐넌>에서 블룸은 새뮤얼 존슨을 "존슨 전후의 어떤 국가의 어떤 비평가와도 그와는 필적할 수 없다"고 주장하였다.

1986년, 블룸은 노스럽 프라이를 자신과 가장 가까운 선구자로서 언급하였다. 블룸은 1986년 임레 셜루신스키에게 다음과 같이 말했다. "내 고유의 이론을 구성하는데 있어... 엄밀한 의미에서의 선구자는 노스럽 프라이이다. 난 <두려운 균형Fearful Symmetry>가 출간되고 1-2주 지나자마자 뉴욕주 이타카의 서점에 달려가 이 책을 사서 읽었다. 이 책은 내 심장을 황홀케 했다. 나는 매력적인 동료이자 매우 영향력 있는 비평가, 케니스 버크 씨를 내 아버지와 같은 존재로 여기고자 했었으나, 내 작품은 버크에게서 비롯된 것이 아닌, 프라이에게서 비롯되었다."
허나 <영향의 해부Anatomy of Influence>(2011)에서 블룸은 "나는 더 이상 프라이가 저술한 어떤 것도 읽을 인내심이 남아있지 않다"고 저술하였으며, 뉴욕 시 대학교의 앵거스 플렛쳐를 동시대 살아있는 이 가운데 그의 "비판적인 안내자이자 양심"이라고 내세웠으며, 같은 해 다른 곳에서는 플렛쳐의 <마음의 색깔Colors of the Mind>과 M. H. 에브럼스의 <거울과 등잔Mirror and the Lamp>을 추천하였다.

## 주요 저서
- 서구 캐넌 ( The Western Canon )
- 영향에 대한 불안 ( The Anxiety of Influence, 문학과 지성사, 양석원 번역, 2012년 )
- 세계문학의 천재들[31] ( Genius: A Mosaic of One hundred Exemplary Creative Minds, 들녘, 2008년 )

### 저서
- Shelley's Mythmaking. New Haven: Yale University Press, 1959.
- The Visionary Company: A Reading of English Romantic Poetry. Garden City, N.Y.: Doubleday, 1961. Revised and enlarged edn. Ithaca: Cornell University Press, 1971.
- Blake's Apocalypse: A Study in Poetic Argument. Anchor Books: New York: Doubleday and Co., 1963.
- The Literary Criticism of John Ruskin.; edited with introduction. New York: DoubleDay, 1965.
- Walter Pater: Marius the Epicurean; edition with introduction. New York: New American Library, 1970.
- Romanticism and Consciousness: Essays in Criticism.; edited with introduction. New York: Norton, 1970.
- Yeats. New York: Oxford University Press, 1970. ISBN 0-19-501603-3
- The Ringers in the Tower: Studies in Romantic Tradition. Chicago: University of Chicago Press, 1971.
- The Anxiety of Influence: A Theory of Poetry. New York: Oxford University Press, 1973; 2nd edn, 1997. ISBN 0-19-511221-0
- The Selected Writings of Walter Pater; edition with introduction and notes. New York: New American Library, 1974.
- A Map of Misreading. New York: Oxford University Press, 1975.
- Kabbalah and Criticism. New York : Seabury Press, 1975. ISBN 0-8264-0242-9
- Poetry and Repression: Revisionism from Blake to Stevens. New Haven: Yale University Press, 1976.
- Figures of Capable Imagination. New York: Seabury Press, 1976.
- Wallace Stevens: The Poems of our Climate. Ithaca, N.Y.: Cornell University Press, 1977.
- Deconstruction and Criticism. New York: Seabury Press, 1980.
- The Flight to Lucifer: A Gnostic Fantasy. New York: Vintage Books, 1980. ISBN 0-394-74323-7
- Agon: Towards a Theory of Revisionism. New York : Oxford University Press, 1982.
- The Breaking of the Vessels. Chicago: University of Chicago Press, 1982.
- The Poetics of Influence: New and Selected Criticism. New Haven: Henry R. Schwab, 1988.
- Ruin the Sacred Truths: Poetry and Belief from the Bible to the Present. Cambridge, Mass.: Harvard University Press, 1989.
- The Book of J: Translated from the Hebrew by David Rosenberg; Interpreted by Harold Bloom. New York: Grove Press, 1990 ISBN 0-8021-4191-9
- The Gospel of Thomas: The Hidden Sayings of Jesus; translation with introduction, critical edition of the Coptic text and notes by Marvin Meyer, with an interpretation by Harold Bloom. San Francisco: HarperSanFrancisco, 1992.
- The American Religion: The Emergence of the Post-Christian Nation; Touchstone Books; ISBN 0-671-86737-7 (1992; August 1993)
- The Western Canon: The Books and School of the Ages. New York: Harcourt Brace, 1994.
- Omens of Millennium: The Gnosis of Angels, Dreams, and Resurrection. New York: Riverhead Books, 1996.
- Shakespeare: The Invention of the Human. New York: 1998. ISBN 1-57322-751-X
- How to Read and Why. New York: 2000. ISBN 0-684-85906-8
- Stories and Poems for Extremely Intelligent Children of All Ages. New York: 2001.
- El futur de la imaginació (The Future of the Imagination). Barcelona: Anagrama / Empúries, 2002. ISBN 84-7596-927-5
- Genius: A Mosaic of One Hundred Exemplary Creative Minds. New York: 2003. ISBN 0-446-52717-3
- Hamlet: Poem Unlimited. New York: 2003.
- The Best Poems of the English Language: From Chaucer Through Frost. New York: 2004. ISBN 0-06-054041-9
- Where Shall Wisdom Be Found? New York: 2004. ISBN 1-57322-284-4
- Jesus and Yahweh: The Names Divine. 2005. ISBN 1-57322-322-0
- American Religious Poems: An Anthology By Harold Bloom. 2006. ISBN 1-931082-74-X
- Fallen Angels, illustrated by Mark Podwal. Yale University Press, 2007. ISBN 0-300-12348-5
- Till I End My Song: A Gathering of Last Poems Harper, 2010. ISBN 0-06-192305-2
- The Anatomy of Influence: Literature as a Way of Life. Yale University Press, 2011. ISBN 0-300-16760-1
- The Shadow of a Great Rock: A Literary Appreciation of The King James Bible. Yale University Press, 2011. ISBN 0-300-16683-4
- The Daemon Knows: Literary Greatness and the American Sublime. Spiegel & Grau, 2015. ISBN 0-812-99782-4
- Falstaff: Give Me Life. Scribner, 2017. ISBN 978-1-5011-6413-2
- Cleopatra: I Am Fire and Air. Scribner, 2017. ISBN 978-1-5011-6416-3
- Lear: The Great Image of Authority. Scribner, 2018. ISBN 978-1-5011-6419-4
- Iago: The Strategies of Evil. Scribner, 2018. ISBN 978-1-5011-6422-4
- Macbeth: A Dagger of the Mind. Scribner, 2019. ISBN 978-1-5011-6425-5
- Possessed by Memory: The Inward Light of Criticism. Knopf, 2019. ISBN 978-0-5255-2088-7

### 기사
- "On Extended Wings"; Wallace Stevens' Longer Poems. By Helen Hennessy Vendler, (Review), The New York Times, October 5, 1969.
- "Poets' meeting in the heyday of their youth; A Single Summer With Lord Byron", The New York Times, February 15, 1970.
- "An angel's spirit in a decaying (and active) body", The New York Times, November 22, 1970.
- "The Use of Poetry", The New York Times, November 12, 1975.
- "Northrop Frye exalting the designs of romance; The Secular Scripture", The New York Times, April 18, 1976.
- "On Solitude in America", The New York Times, August 4, 1977.
- "The Critic/Poet", The New York Times, February 5, 1978.
- "A Fusion of Traditions: The Collected Works of Isaac Rosenberg", The New York Times, July 22, 1979.
- "Straight Forth Out of Self", The New York Times, June 22, 1980.
- "The Heavy Burden of the Past; Poets", The New York Times, January 4, 1981.
- "The Pictures of the Poet; The Painting and Drawings of William Blake, by Martin Butlin. Vol. I, Text. Vol. II, Plates" (review), The New York Times, January 3, 1982.
- "A Novelist's Bible; The Story of the Stories, The Chosen People and Its God. By Dan Jacobson" (review), The New York Times, October 17, 1982.
- "Isaac Bashevis Singer's Jeremiad; The Penitent, By Isaac Bashevis Singer" (review), The New York Times, September 25, 1983.
- "Domestic Derangements; A Late Divorce, By A. B. Yehoshua Translated by Hillel Halkin" (review), The New York Times, February 19, 1984.
- "War Within the Walls; In the Freud Archives, By Janet Malcolm" (review), The New York Times, May 27, 1984.
- "His Long Ordeal by Laughter; Zuckerman Bound, A Trilogy and Epilogue. By Philip Roth" (review), The New York Times, May 19, 1985.
- "A Comedy of Worldly Salvation; The Good Apprentice, By Iris Murdoch" (review), The New York Times, January 12, 1986.
- "Freud, the Greatest Modern Writer" (review), The New York Times, March 23, 1986.
- "Passionate Beholder of America in Trouble; Look Homeward, A Life of Thomas Wolfe. By David Herbert Donald" (review), The New York Times, February 8, 1987.
- "The Book of the Father; The Messiah of Stockholm, By Cynthia Ozick" (review), The New York Times, March 22, 1987.
- "Still Haunted by Covenant" (review), The New York Times, January 31, 1988.
- "New Heyday of Gnostic Heresies", The New York Times, April 26, 1992.
- "A Jew Among the Cossacks; The first English translation of Isaac Babel's journal about his service with the Russian cavalry. 1920 Diary, By Isaac Babel" (review), The New York Times, June 4, 1995.
- "Kaddish; By Leon Wieseltier" (review), The New York Times, October 4, 1998.
- "View; On First Looking into Gates's Crichton", The New York Times, June 4, 2000.
- "What Ho, Malvolio!'; The election, as Shakespeare might have seen it", The New York Times, December 6, 2000.
- "Macbush" (play), Vanity Fair, April 2004.
- "The Lost Jewish Culture", The New York Review of Books 54/11 (June 28, 2007) : 44–47 [reviews The Dreams of the Poem: Hebrew Poetry from Muslim and Christian Spain, 950–1492, translated, edited, and with an introduction by Peter Cole
- "The Glories of Yiddish" The New York Review of Books 55/17 (November 6, 2008) [reviews History of the Yiddish Language, by Max Weinreich, edited by Paul Glasser, translated from the Yiddish by Shlomo Noble with the assistance of Joshua A. Fishman]
- "Yahweh Meets R. Crumb", The New York Review of Books, 56/19 (December 3, 2009) [reviews The Book of Genesis, illustrated by R. Crumb]
- "Will This Election Be the Mormon Breakthrough?", The New York Times, November 12, 2011.
- "Richard III: Victim or Monster? Asks Harold Bloom", Newsweek, February 11, 2013.
- Introduction to The Invention of Influence by Peter Cole, The Tablet, January 21, 2014.